# Kuźma Dubina
Kuźma Prochorowicz Dubina, ros. Кузьма Прохорович Дубина (ur. w 1894 w stanicy Dinskaja w Rosji, zm. 5 września 1960 w Villach) – rosyjski wojskowy (pułkownik), emigracyjny działacz wojskowy, dowódca 2 sotni 1 kozackiego pułku kawalerii Rosyjskiego Korpusu Ochronnego podczas II wojny światowej.
W 1915 r. ukończył 1 szkołę praporszczików w Tyflisie. Brał udział w I wojnie światowej jako chorąży 1 jekaterynodarskiego koszowego atamana Czepiegi pułku kawalerii Kozaków dońskich. Od 11 lutego 1917 r. był w stopniu sotnika oficerem sztabu 3 kaukaskiej dywizji kozackiej. Pod koniec 1917 r. wstąpił do nowo formowanych wojsk białych. Uczestniczył w tzw. 1 Zimowym Pochodzie Kubańskim. Następnie służył w Siłach Zbrojnych Południa Rosji gen. Antona I. Denikina i Armii Rosyjskiej gen. Piotra N. Wrangla. W poł. listopada 1920 r. ewakuował się wraz z wojskami białych na wyspę Lemnos. Zamieszkał w Królestwie SHS. Był formalnie dowódcą 6 liniowej sotni dywizjonu lejbgwardii Kozaków kubańskich i terskich. Po zajęciu Jugosławii przez wojska niemieckie w kwietniu 1941 r., wstąpił do nowo formowanego Rosyjskiego Korpusu Ochronnego. Od 11 września 1944 r. w stopniu pułkownika dowodził 2 sotnią 1 kozackiego pułku kawalerii. Pod koniec wojny został przedstawicielem atamana Kozaków kubańskich przy dowództwie Korpusu. Po zakończeniu wojny zamieszkał w Austrii.